# 554 Peraga
554 Peraga је астероид главног астероидног појаса са пречником од приближно 95,87 km.
Афел астероида је на удаљености од 2,739 астрономских јединица (АЈ) од Сунца, а перихел на 2,011 АЈ.
Ексцентрицитет орбите износи 0,153, инклинација (нагиб) орбите у односу на раван еклиптике 2,936 степени, а орбитални период износи 1337,562 дана (3,662 године).
Апсолутна магнитуда астероида је 8,97 а геометријски албедо 0,049.
Астероид је откривен 8. јануара 1905. године.